# Doorning
Doorning is een buurtschap in de Nederlandse gemeente Maasdriel, gelegen in de provincie Gelderland. Het ligt in het noorden van de gemeente aan de rivier de Waal tussen Hurwenen en Rossum.
Dorpen: Alem · Ammerzoden · Hedel · Heerewaarden · Hoenzadriel · Hurwenen · Kerkdriel · Rossum · Velddriel · Well · Wellseind

Buurtschappen: Californië · Doorning · Rome · Sint Andries · Slijkwell · Veluwe · Voorne · Wordragen

Gelderland: Steden en dorpen in Gelderland      Nederland: Provincies · Gemeenten